# Chen Wei
Chen Wei   (Lanxi, 26 de febrer de 1966), xinès: 陈薇, és una epidemiòloga, investigadora i militar xinesa. Experta en la lluita contra el virus d'Ebola que va provocar estralls al continent africà del 2014 al 2015, anuncià el 16 de març del 2020 que, conjuntament amb el seu equip i la companyia de biotecnologia CanSino Biologics, havia desenvolupat un vaccí contra la COVID-19 per a combatre la pandèmia per coronavirus.